# Су Сити (Ајова)
Су Сити (енгл. Sioux City) град је у америчкој савезној држави Ајова. По попису становништва из 2010. у њему је живело 82.684 становника.

## Демографија
Према попису становништва из 2010. у граду је живело 82.684 становника, што је -2.329 (-2.7%) становника више него 2000. године.
| Група             | 2000.          | 2010.          |
| Белци             | 68.521 (80,6%) | 60.748 (73,5%) |
| Афроамериканци    | 2.047 (2,4%)   | 2.371 (2,9%)   |
| Азијати           | 2.396 (2,8%)   | 2.258 (2,7%)   |
| Хиспаноамериканци | 9.257 (10,9%)  | 13.598 (16,4%) |
| Укупно            | 85.013         | 82.684         |